# Операція «Мешко»
Десант у Мешко був однією з невдалих спроб чехословацьких солдатів Червоної армії створити 2-й чехословацький партизанський відділ у Чехословаччині. Десантники висадилися 18 березня 1943 року. Приблизно через рік (28 лютого 1944 р.) загін було зраджено, і всі його учасники після тяжкого бою з угорсько-фашистською армією полягли.

## Опис
Операція «Мешко» була спробою Червоної армії (ГРУ) створити ще один партизанський загін у Чехословаччині.
Парашутистів скинули в 1943 році на території Карпатської України. Як повідомляє веб-сайт Válka.cz, до складу десанту входили: командир, другий лейтенант, архітектор Вацлав Цемпер під кодовим прізвищем «Франтішек Поспішил» (13 липня 1911), радист Штепан Чіжмар, його зв'язковий і помічник Василь Чижмар, радист Семен Ліжанець і його помічник Іван Луга, радист Міхал Дякун і його помічник Федір Володимирович. Вся група загинула разом з іншими партизанами 28 лютого 1944 року в місті Хуст в Карпатської УкраїниКарпатській Україні.
Командував операцією другий лейтенант Вацлав Цемпер зі Скрийі біля Голчова Єнікова. Група в Чехословаччині здійснювала диверсії, а також спілкувалася з іншими групами опору та надсилала шифровані повідомлення до штабу Червоної армії.
28 лютого 1944 року акція була розкрита, будинок був оточений частинами угорської армії та поліції, і вся група полягла в бою. Проте зусилля зі створення 2-го чехословацького партизанського загону не припинялися, і 26 жовтня 1944 року відбулася висадка партизанського загону Майстра Яна Гуса на чеській стороні Чехо-Моравської височини.